# Епархия Батон-Ружа
Епархия Батон-Ружа (лат. Dioecesis Rubribaculensis) — епархия Римско-Католической церкви с центром в городе Батон-Руж, штат Луизиана, США. Епархия Батон-Ружа входит в митрополию Нового Орлеана. Кафедральным собором епархии Батон-Ружа является Собор святого Иосифа.

## История
22 июля 1961 года Римский папа Иоанн XXIII издал буллу Peramplum Novae Aureliae, которой учредил епархию Батон-Ружа, выделив её из архиепархии Нового Орлеана.

## Ординарии епархии
- епископ Роберт Эммет Трейси[англ.] (10.08.1961 — 21.03.1974)
- епископ Джозеф Винсент Салливан[англ.] (08.08.1974 — 04.09.1982)
- епископ Стэнли Джозеф Отт[англ.] (13.01.1983 — 28.11.1992)
- епископ Альфред Клифтон Хьюз[англ.] (07.09.1993 — 16.02.2001) — назначен архиепископом-коадъютором, позднее архиепископом Нового Орлеана
- епископ Роберт Уильям Мюнх[англ.] (15.12.2001 — 26.06.2018)
- епископ Майкл Джерард Дука[англ.] (с 26.06.2018)

## Источник
- Annuario Pontificio, Libreria Editrice Vaticana, Città del Vaticano, 2003, ISBN 88-209-7422-3
- Bolla Peramplum Novae Aureliae, AAS 54 (1962), стр. 495  (лат.)